# Kovansko
Kovansko je místní část Bobnic v okrese Nymburk ve Středočeském kraji.

## Historie
První písemná zmínka o vesnici pochází z roku 1785, kdy ji založili příchozí Němci z Pruského Slezska.

## Obyvatelstvo
| Rok            | 1869 | 1880 | 1890 | 1900 | 1910 | 1921 | 1930 | 1950 | 1961 | 1970 | 1980 | 1991 | 2001 |
| -------------- | ---- | ---- | ---- | ---- | ---- | ---- | ---- | ---- | ---- | ---- | ---- | ---- | ---- |
| Počet obyvatel | 264  | 326  | 332  | 376  | 448  | 463  | 429  | 337  | 328  | 291  | 279  | 224  | 207  |

## Galerie

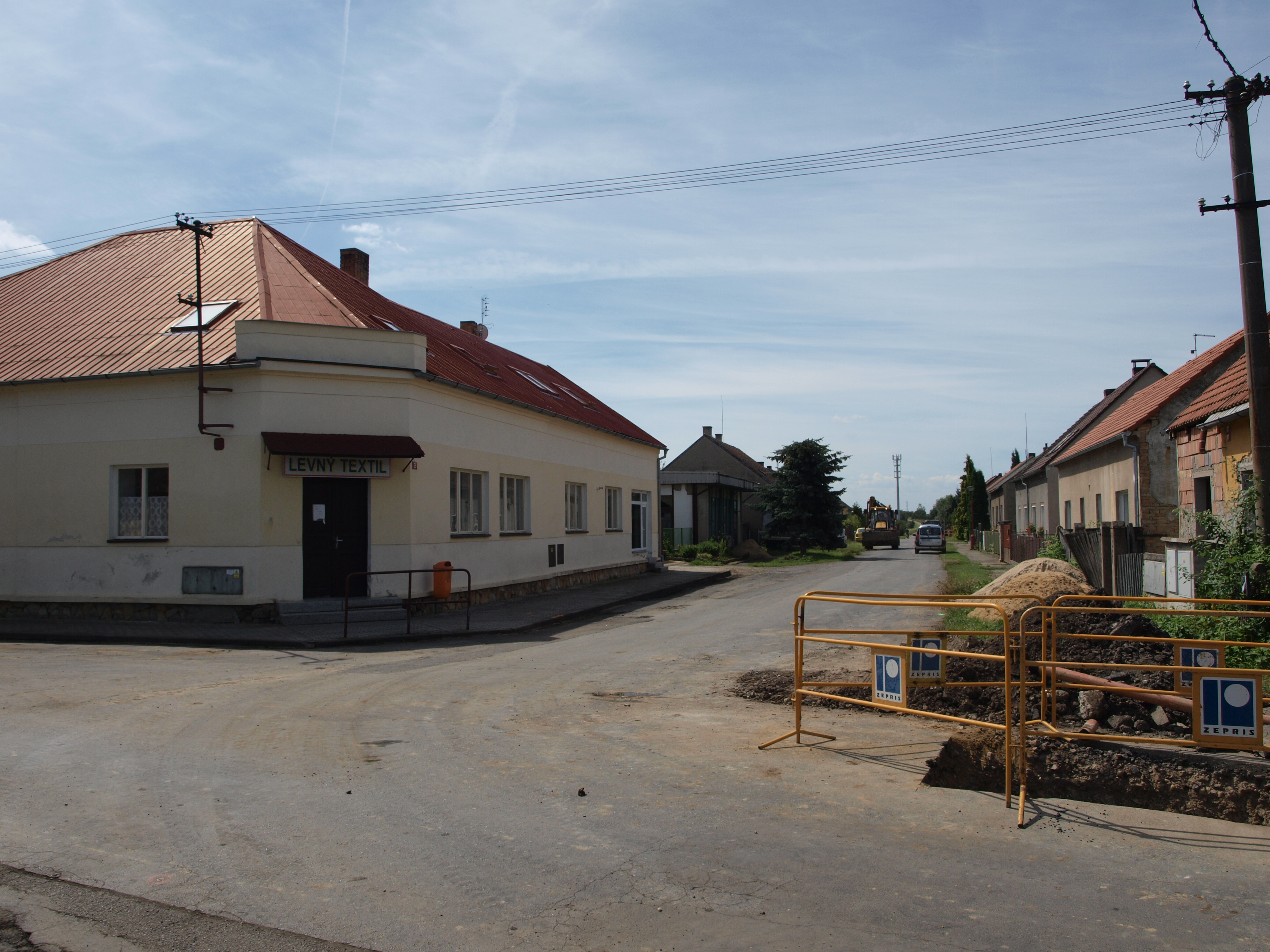
Ulice oddělující se z hlavní
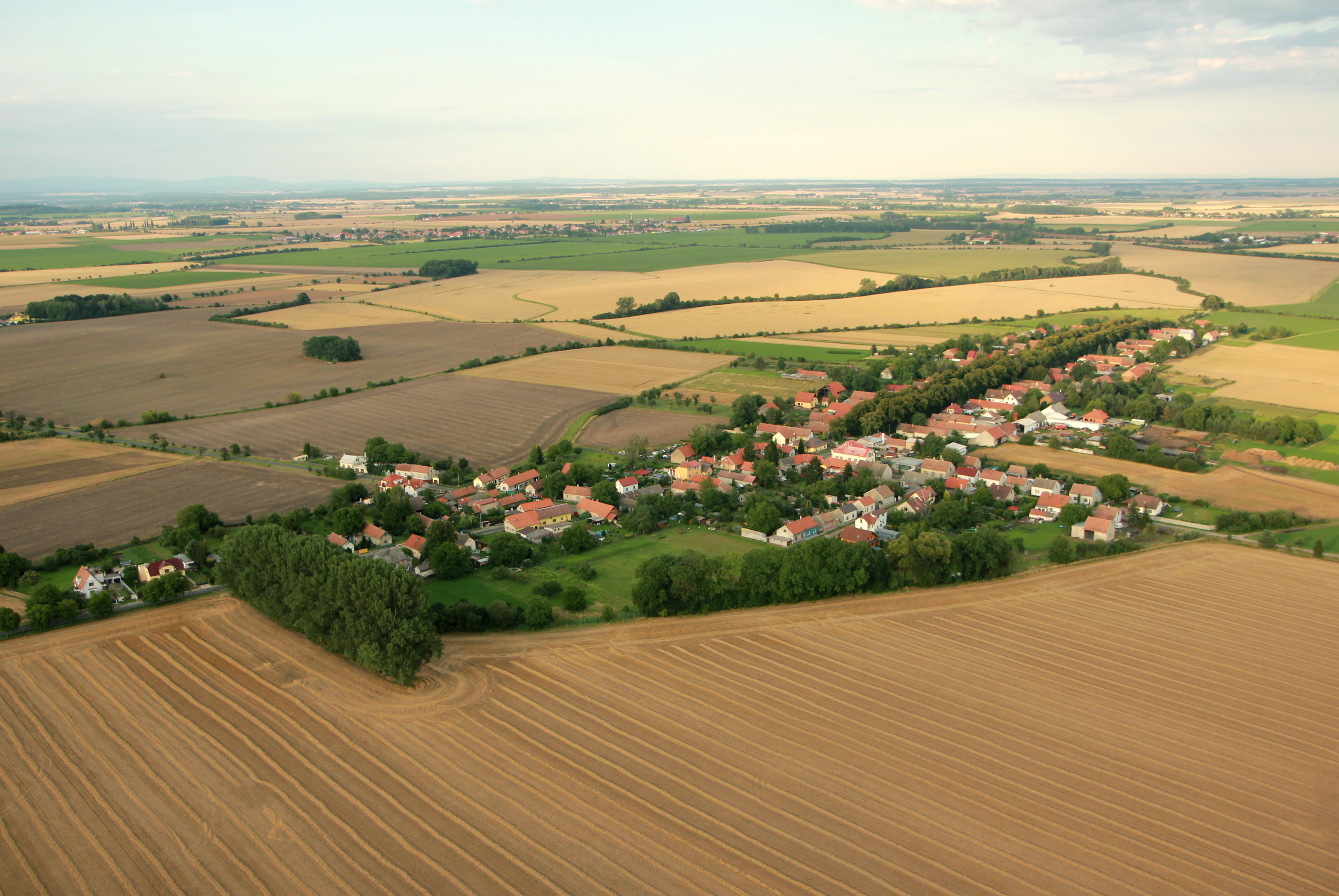
Letecký pohled
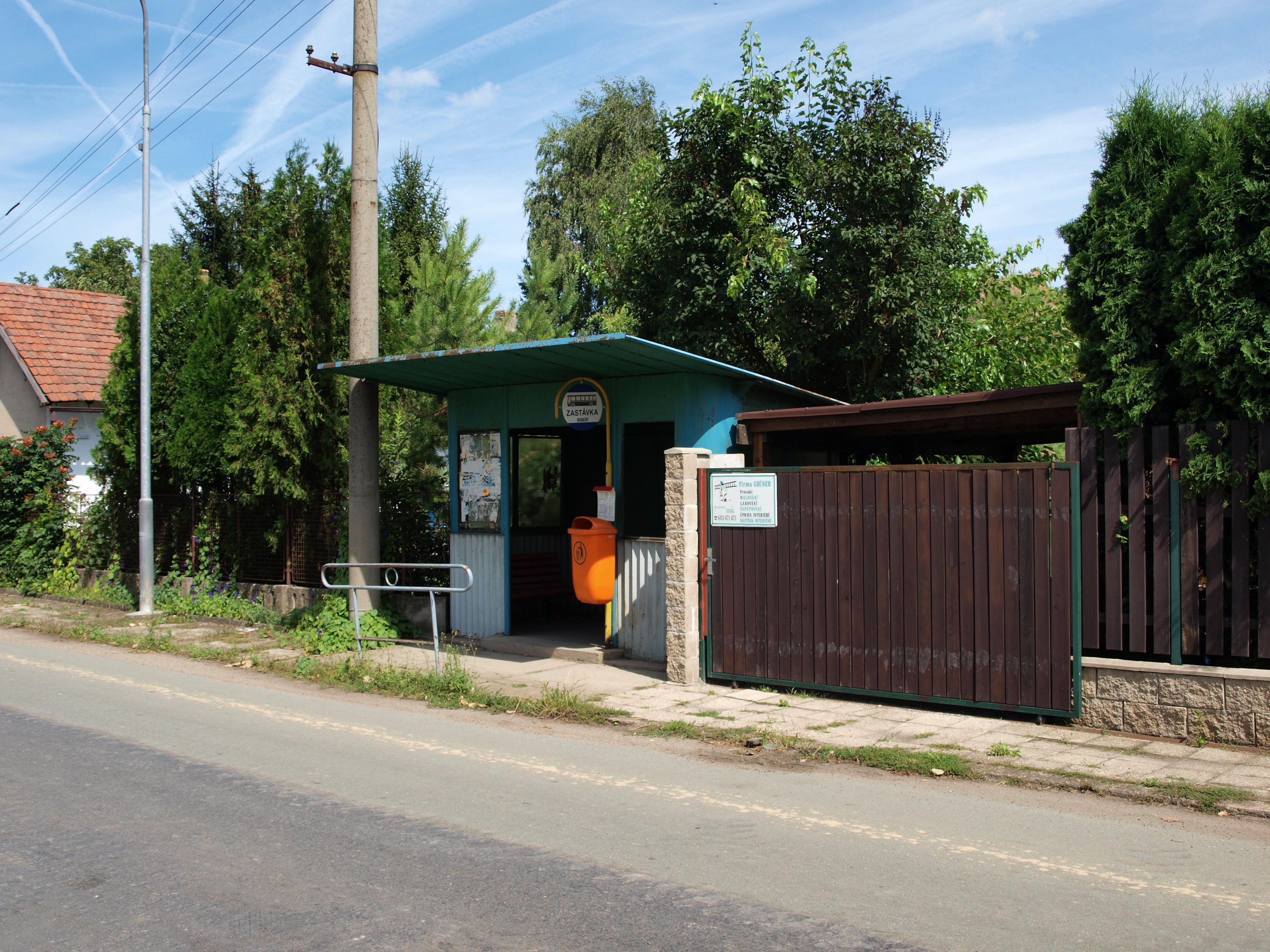
Autobusová zastávka
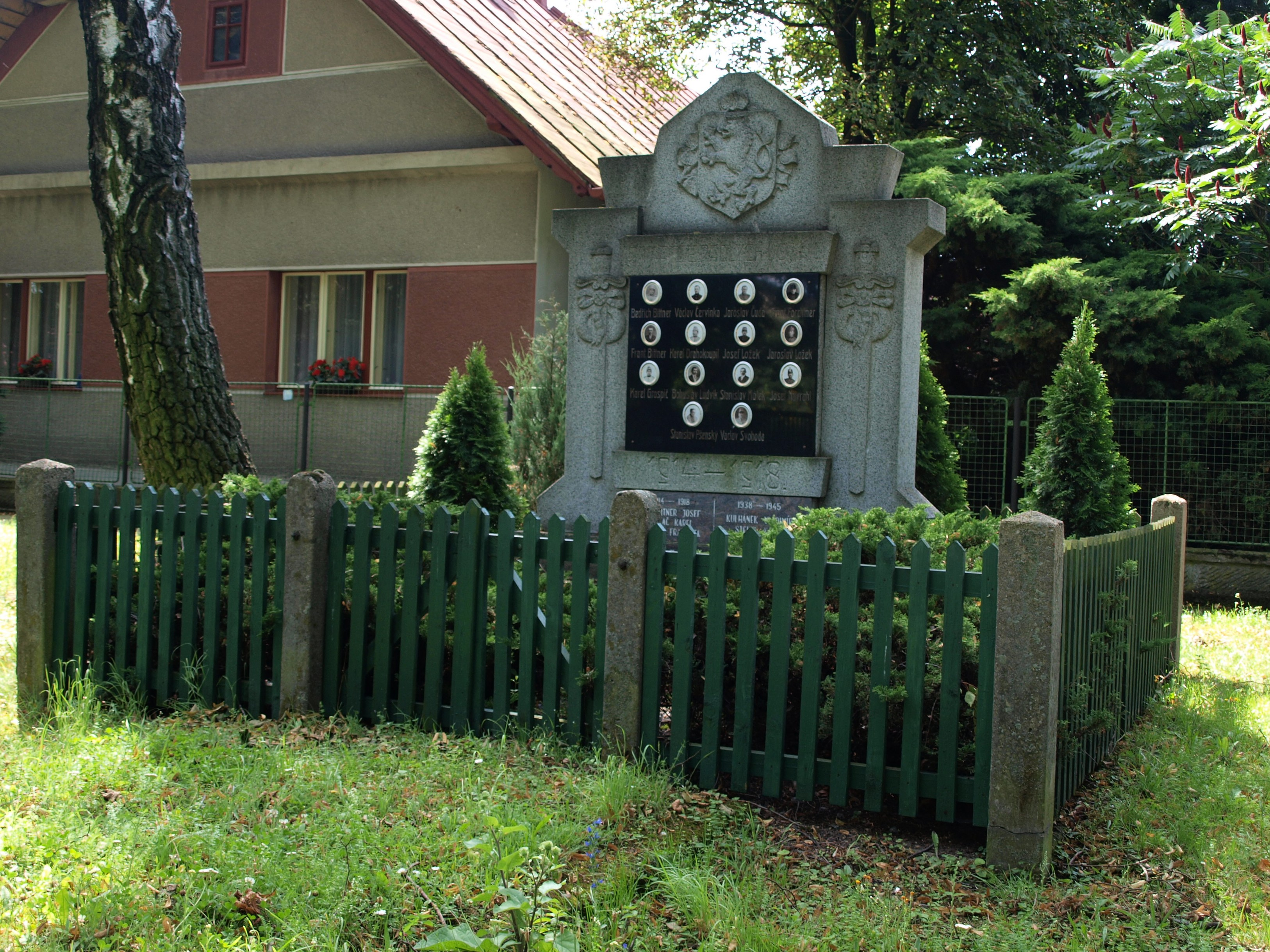
Památník obětem první a druhé světové války